# Albocàsser (ort)
Albocàsser är en ort i Spanien.   Den ligger i provinsen Província de Castelló och regionen Valencia, i den östra delen av landet, 300 km öster om huvudstaden Madrid. Albocàsser ligger 564 meter över havet och antalet invånare är 1 391.
Terrängen runt Albocàsser är kuperad, och sluttar österut. Runt Albocàsser är det glesbefolkat, med 14 invånare per kvadratkilometer. Närmaste större samhälle är Alcalà de Xivert, 17,8 km öster om Albocàsser. 